# Emily Bergl
Emily Bergl (25. travnja 1975., Milton Keynesu, Engleska), američko-britanska glumica.

## Život i početak karijere
Emily se preselila s obitelji iz Engleske u SAD kad je imala šest godina, i doselila u Chicago. Ubrzo je po uzoru na svoga brata počela glumiti u lokalnom kazalištu. Svoja prva glumačka iskustva je još kao mala djevojčica stjecala u svom dvorištu gdje si je sama kreirala uloge i pisala scenarije.  
Nakon što je diplomirala na Phi Beta Kappa / Grinnell College, Emily se ubrzo preselila u New York gdje je odlučila ozbiljno započeti karijeru u kazalištu. Živjela je u maloj studentskoj sobi iznad strip kluba zajedno s još jednim glumcem i plesačem. Svoj život uzdržavala je radeći u noćnim smjenama na groblju u Broadwayu. Nakon samo nekoliko mjeseci, bila je među svim mladim glumicama u zemlji izabrana za glavnu ulogu u horor filmu The Rage: Carrie 2. Bila je to njena prva uloga pred kamerama.

## Karijera
Nakon debija u Carrie 2 u kojem je zaradila sve pohvale za najbolju debitantsku ulogu u tom filmu, uslijedile su neovisne uloge u filmovima kao što su komedija Veseli kamperi i triler Nesanica s Jeffom Danielsom u glavnoj ulozi. Također je glumila u filmu Fur s Nicole Kidman.
Budući da je jedna od nekoliko mladih glumica današnjice koja može voditi razne uloge u komedijama, dramama, i ulogoma raznih likova iz raznih stoljeća i ostvariti raznoliku karijeru u filmu, televiziji i teatru, ubrzo se vratila u kazalište, gdje je glumila u predstavi "Romeo i Julija" na Old Globe-u i Broadway-u i u predstavi "The Lion in Winter", zajedno s Laurence Fishburneom i Stockard Channing-om te je tu osvojila nagradu FANY za najbolji debi na Broadway-u. Nakon toga usljedile su mnoge uloge na televiziji o kojima se pojavljuje u nekim od epizoda najpopularnijih TV serija kao što su "Hitna Služba", "Newyorški plavci", "Providence" "CSI: Miami," "Zvjezdane Staze Enterprise," "Zakon i red: Kriminalna namjera" i dvije sezone kao zlobna Francie u seriji "Gilmoreice". Također glumila je u "Steven Spielberg Presents Oteti", povjesnoj znanstveno-fantastičnoj mini seriji kao Lisa, mama malene Allie (Dakota Fanning). Taj uspjeh donio joj je suradnje s nagrađivanim redateljima na filmu i televiziji, uključujući James Mangold-a, Antoine Fuqua-a, Steven Shainberg-a, Jonathan Kaplan-a, i u kazalištu s Doug Hughes-om, Daniel Sullivan-om, Michael Greif-om, Michael Mayer-om i Mark Brokaw-om. 

## Noviji događaji
Postala je članica "Antaeus-a", kazališne kompanije u Los Angelesu koja radi na produkciji klasičnih predstava. 
2006. Emily se vratila na Broadway gdje je glumila s Gabriel Byrne u Eugene O'Neill-ovom "A Touch of the Poet".
Trenutno nakon završene prve sezone glumi u drugoj sezoni ABC-eve serije "Men in Trees". 
U svoje slobodno vrijeme, pomaže volontiranjem slijepima i bolesnima.

## Filmografija i ostalo
- 1999.: The Rage: Carrie 2
- 2000.: Nesanica
- 2000. – 2007.: Gilmoreice
- 2001.: Veseli kamperi
- 2002.: Oteti
- 2006.: Fur
- 2006. i 2007.: Men in Trees sezona 1 i 2

## Vanjske poveznice
- Službena stranica
- Emily Bergl u internetskoj bazi filmova IMDb-u (engl.)